# 小行星10203
小行星10203（10203 Flinders）是一颗绕太阳运转的小行星，为主小行星带小行星。该小行星于1997年8月1日发现。

## 轨道参数
小行星10203的轨道半长轴为2.2026113 UA，离心率为0.08。